# Das Moon
Das Moon – polski zespół tworzący muzykę z gatunku synth pop, dark electro. Zespół tworzą: Kamila Janiak, Marek Musioł i Grzegorz Szyma. Przed powstaniem Das Moon, od roku 2002 do 2010, jego członkowie współtworzyli Rh+, kolektyw tworzący muzykę elektroniczną i eksperymentalną.

## Historia

### Początki (2010 - 2011)
Pomiędzy 2002 a 2010 rokiem członkowie Das Moon współtworzyli grupę RH+ - A Joint Of Audiovisual Performers (po polsku RH+ - Audiowizualna Grupa Przyjaciół), z którą wydali szereg albumów studyjnych i koncertowych, wśród których do najważniejszych należy zaliczyć: Medical Academy (2003), Poems (2005) oraz AKTION! (2007). We wrześniu 2010 roku członkowie ostatniego składu RH+, czyli założyciele kolektywu Grzegorz Szyma (instalacje dźwiękowe, komputer, gramofony, działania aktorskie) oraz Marek Musioł (syntezatory, gitara, komputer, realizacje video) wraz z perkusistą Łukaszem Ciepłowskim, wokalistką Kamilą Janiak i basistą Pawłem Gawlikiem postanowili powołać nowy projekt, który przeobraził się w Das Moon.

### Electrocution(2011 - 2013)
Pierwsza płyta zespołu, zatytułowana Electrocution ukazała się 23 maja 2011 roku nakładem Polskiego Radia. Album ten zawierał stylowe połączenie industrialu z electro cechujące się przetworzonymi dźwiękami gitary elektrycznej, mieszanką różnego rodzaju syntezatorów oraz naznaczoną sekcją rytmiczną. Spotkał się on z ciepłym przyjęciem krytyki, co sprawiło, że muzycy postanowili działać dalej pod szyldem Das Moon, nie wracając już do RH+. Płytę pilotował utwór pt. Street, do którego nakręcono teledysk. Klip ten zapoczątkował długotrwałą współpracę zespołu z reżyserem Romanem Przylipiakiem, który do dziś wyreżyserował większość teledysków grupy. W ramach promocji albumu zespół pojawił się m.in. na antenie TVP2 w programie Pytanie na śniadanie, w którym wykonał utwór pt. I Like It. Niedługo potem z zespołu odeszli basista Paweł Gawlik i perkusista Łukasz Ciepłowski, a reszta muzyków zadecydowała o pozostaniu przy składzie trzyosobowym. Gawlik poświęcił się pracy studyjnej (do dziś jest nadwornym producentem albumów grupy), zaś odejście Ciepłowskiego było naznaczone powodami osobistymi. W lutym 2012 roku zespół wyruszył w trasę promującą Electrocution w roli supportu zespołu The Cuts. Objęła ona 21 koncertów na terenie całej Polski. 28 kwietnia zespół otworzył festiwal Electronic Beats w Gdańsku, którego gwiazdą był James Blake. W 2013 roku grupa pojawiła się w szóstej edycji programu Must Be the Music. Tylko muzyka. W tym samym roku zespół wystąpił na festiwalu Wave-Gotik-Treffen w Lipsku oraz na Castle Party w Bolkowie.

### Weekend in Paradise(2014 - 2016)
W 2014 został wydany drugi album grupy, Weekend in Paradise, poprzedzony singlem Colours / O.L.K.A.. Wydawnictwo to otworzyło trwającą do dziś współpracę wydawniczą z wytwórnią Requiem Records. Drugi album prezentuje zdecydowanie dojrzalsze i bardziej mroczne niż wcześniej oblicze grupy. Album ukazał się 17 października i był promowany dużą trasą koncertową, w ramach której zespół wystąpił m.in. jako support grup Front Line Assembly, Camouflage i De/Vision a także na jubileuszowej, 15 edycji festiwalu Mayday w katowickim Spodku.

### Dead(2017 - obecnie)
Premiera długo wyczekiwanego trzeciego albumu, zatytułowanego Dead miała miejsce 8 kwietnia 2017 roku w warszawskim klubie Pies Czy Suka. Zespół zaprezentował specjalny set koncertowy złożony w większości z utworów zawartych na nowym albumie. Grupę supportował Mirosław Matyasik ze swoim projektem c.h. district. Płyta zawiera 10 utworów, utrzymanych w estetyce electro i synth pop dopełnionej nowofalową harmonią oraz charakterystycznym wokalem. Na płycie dominują brzmienia syntezatorów analogowych i wirtualnych oraz potężne brzmienia basowe. Po raz pierwszy zespół użył na płycie w tak dużym stopniu elementów muzyki konkretnej (np. hukanie sowy w utworze Owl). Zespół określił ten album mianem "nowego początku". Kolejnym nowym elementem w muzyce zespołu był pojawiający się w dwóch utworach saksofon, na którym gościnnie zagrał Tomasz Świtalski znany z grup Kryzys i Brygada Kryzys. Producentem płyty ponownie został były członek zespołu, Paweł Gawlik.

## Muzycy

### Obecny skład zespołu
- Kamila Janiak ("Daisy K.") - wokal prowadzący (od 2010)
- Grzegorz Szyma ("DJ Hiro Szyma") - sampling, instr. klawiszowe, instr. perkusyjne, wokal wspierający (od 2010)
- Marek Musioł ("Musiol") - gitary, syntezatory, programowanie (od 2010)

### Byli członkowie
- Paweł Gawlik - programowanie, gitara basowa (2010 - 2012)
- Łukasz Ciepłowski - perkusja elektroniczna (2010 - 2012)

## Dyskografia

### Albumy
| Tytuł               | Dane dot. albumu                                                                                  |
| ------------------- | ------------------------------------------------------------------------------------------------- |
| Electrocution       | - Data: 23 maja 2011 - Wydawca: Polskie Radio, Warner (CD), Requiem Records (MC) - Format: CD, MC |
| Weekend in Paradise | - Data: 17 października 2014 - Wydawca: Requiem Records / Sonic - Format: CD, LP, MC              |
| Dead                | - Data: 8 kwietnia 2017 - Wydawca: Requiem Records / Sonic - Format: CD, LP, MC                   |

### Single
| Tytuł              | Dane dot. albumu                                                     |
| ------------------ | -------------------------------------------------------------------- |
| Colours / O.L.K.A. | - Data: 14 maja 2014 - Wydawca: Requiem Records / Sonic - Format: CD |

### Teledyski
| Data premiery        | Tytuł                          | Reżyseria         | Album               | Źródło |
| -------------------- | ------------------------------ | ----------------- | ------------------- | ------ |
| 17 maja 2011         | "Street"                       | Roman Przylipiak  | Electrocution       | [ 12 ] |
| 21 grudnia 2011      | "Das Modell" (cover Kraftwerk) | Łukasz Ciepłowski | Electrocution       | [ 13 ] |
| 8 czerwca 2012       | "I Like It"                    | Roman Przylipiak  | Electrocution       | [ 14 ] |
| 25 czerwca 2014      | "Colours"                      | Roman Przylipiak  | Weekend in Paradise | [ 15 ] |
| 30 października 2014 | "Run"                          | Roman Przylipiak  | Weekend in Paradise | [ 16 ] |
| 12 lipca 2015        | "Not A Happy Song"             | Roman Przylipiak  | Weekend in Paradise | [ 13 ] |
| 3 czerwca 2016       | "Violent Lullaby"              | Grzegorz Szyma    | Weekend in Paradise | [ 16 ] |
| 21 grudnia 2016      | "Gone"                         | Ewa Solonia       | Dead                | [ 13 ] |
| 4 kwietnia 2018      | "Owl"                          | Grzegorz Szyma    | Dead                | [ 13 ] |
| 8 czerwca 2018       | "City Will"                    | Grzegorz Szyma    | Dead                | [ 13 ] |